# Осада Парижа (978)
Осада Парижа (фр. Siège de Paris) — одно из сражений во время войны между Западно-франкским королевством и Священной Римской империей, произошедшее осенью 978 года.

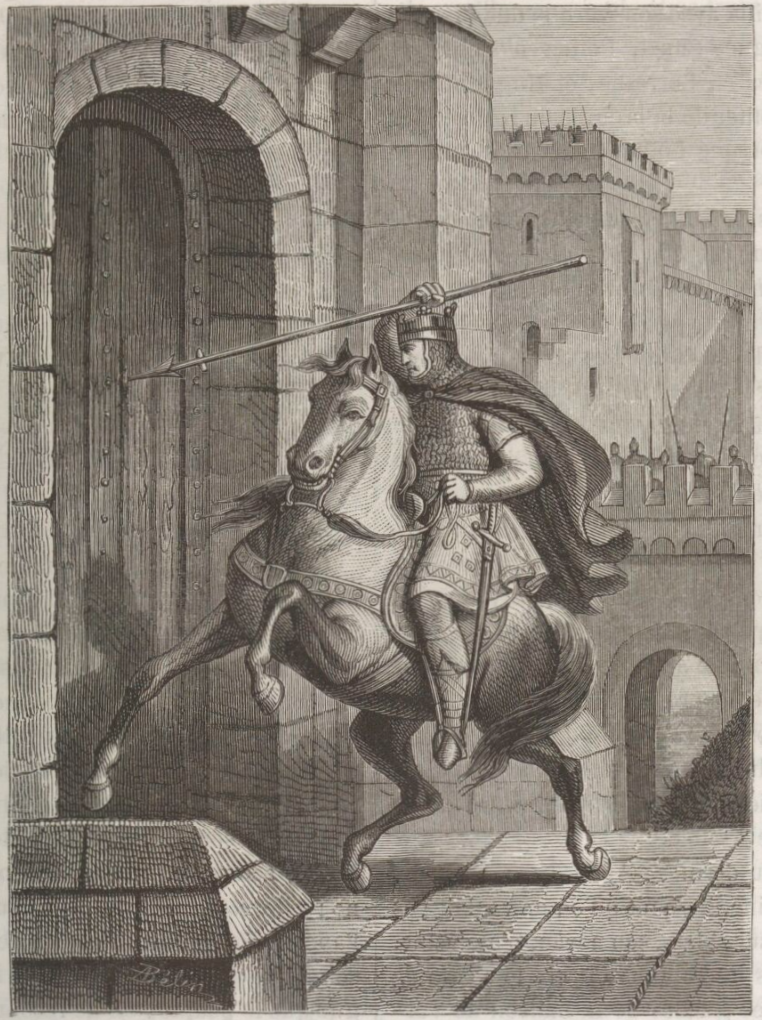
Оттон бьёт копьём в ворота Парижа

В отместку за нападение короля Лотаря на Ахен, император Оттон II собрал армию в 60 000 человек, «армию, — писал один из летописцев, — такую, какой не видел ни один человек того времени и не видел после», с которой двинулся во Францию, разграбив по пути Реймс, Ланнуа, Суасон, Сен-Корнель де Компьен.
В октябре 978 года Оттон II дошёл до Монмартра и расположился лагерем, начав осаду Парижа. Город защищал граф Гуго Капет. По приказу Оттона было сожжено южное предместье, а сам он на коне подскакал к одним из ворот и ударил копьем, угрожая сжечь Париж.
Многочисленные попытки взять город, в результате одной из которых погиб племянник императора, провалились. Среди солдат распространялись болезни, вызванные плохой погодой.
За это время король Лотарь собрал подкрепления из регионов Анжу и Бургундии и подошёл с деблокирующей армией к Парижу.
Осада была снята 30 ноября 978 года, и после трехдневного стояния на холоде, во время переговоров, немецкая армия начала отступление, чтобы вернуться на свои земли. Его арьергард, перевозивший огромные трофеи, в начале декабря 978 года был атакован франкской конницей при Суасоне во время переправы через Эну (приток Уазы).
Остальная часть отступления стала катастрофой для Оттона. Переправившись через Эну, его войска, преследуемые франкской армией, бежали через Аргонны и Арденны, где, как говорят, были настигнуты и разбиты анжуйцами герцога Жоффруа Анжуйского. После этого сражения Оттон вернулся в Ахен с менее чем одной шестой частью своей армии.